# Prosopocera lutea
Prosopocera lutea är en skalbaggsart som först beskrevs av Karl Jordan 1903.
Prosopocera lutea ingår i släktet Prosopocera och familjen långhorningar. Artens utbredningsområde är Gabon. Inga underarter finns listade i Catalogue of Life.